# Adama Sawadogo
.
Adama Sawadogo (Ouagadougou, 20 gennaio 1990) è un ex calciatore burkinabé, di ruolo portiere.

## Carriera

### Nazionale
Ha debuttato in Nazionale il 12 agosto 2009, nell'amichevole Mali-Burkina Faso (3-0). Ha partecipato, con la selezione burkinabé, alla Coppa d'Africa 2010 ed alla Coppa d'Africa 2012. Ha totalizzato, con la selezione burkinabé, 2 presenze e 5 reti subite.

## Statistiche

### Cronologia presenze e reti in nazionale
| Cronologia completa delle presenze e delle reti in nazionale ― Burkina Faso | Cronologia completa delle presenze e delle reti in nazionale ― Burkina Faso | Cronologia completa delle presenze e delle reti in nazionale ― Burkina Faso | Cronologia completa delle presenze e delle reti in nazionale ― Burkina Faso | Cronologia completa delle presenze e delle reti in nazionale ― Burkina Faso | Cronologia completa delle presenze e delle reti in nazionale ― Burkina Faso | Cronologia completa delle presenze e delle reti in nazionale ― Burkina Faso | Cronologia completa delle presenze e delle reti in nazionale ― Burkina Faso |
| Data                                                                        | Città                                                                       | In casa                                                                     | Risultato                                                                   | Ospiti                                                                      | Competizione                                                                | Reti                                                                        | Note                                                                        |
| --------------------------------------------------------------------------- | --------------------------------------------------------------------------- | --------------------------------------------------------------------------- | --------------------------------------------------------------------------- | --------------------------------------------------------------------------- | --------------------------------------------------------------------------- | --------------------------------------------------------------------------- | --------------------------------------------------------------------------- |
| 12-8-2009                                                                   | Le Petit-Quevilly                                                           | Mali                                                                        | 3 – 0                                                                       | Burkina Faso                                                                | Amichevole                                                                  | -3                                                                          |                                                                             |
| 27-2-2016                                                                   | Alessandria d'Egitto                                                        | Egitto                                                                      | 2 – 0                                                                       | Burkina Faso                                                                | Amichevole                                                                  | -2                                                                          |                                                                             |
| Totale                                                                      |                                                                             | Presenze                                                                    | 2                                                                           |                                                                             | Reti                                                                        | -5                                                                          |                                                                             |

## Palmarès

### Club

#### Competizioni nazionali
- Campionato burkinabé di calcio: 2

ASFA-Yennenga: 2008-2009, 2009-2010
- Campionato gabonese di calcio: 1

Missile: 2010-2011
- Coppa del Burkina Faso: 2

ASFA-Yennenga: 2008-2009
Salitas: 2017-2018